# Hertug af Norfolk
Hertug af Norfolk er en adelig titel i England og den fornemste hertugtitel i Englands adelskalender. Hertugen er samtidig jarl af Arundel, som er den fornemste jarltitel. Han er også Earl Marshal og Hereditary Marshal of England. Slægtens sæde er Arundel Castle i Sussex, selv om titlen refererer til Norfolk. Historisk har hertugerne været katolikker også efter reformationen. I tiden hvor katolicismen var forbudt, blev de anset som rekusanter.
Den nuværende indehaver af titlen er Edward Fitzalan-Howard, der er 18. hertug af Norfolk.

## Historie
Før hertugtitlen blev oprettet, fandtes titlen jarl af Norfolk. Den første af dem var Roger Bigod, 1. jarl af Norfolk, som døde i 1107. Linjen uddøde i 1307 med Roger Bigod, 5. jarl af Norfolk, og titlerne og slægtens ejendomme blev underlagt kronen. Edvard II udnævnte i 1312 sin bror Thomas af Brotherton til 1. jarl af Norfolk. Titlen gik videre til hans datter Margaret og derefter til hendes barnebarn Thomas de Mowbray.
I 1397 blev Thomas de Mowbray ophøjet til hertug og fik de titler og ejendomme, som havde tilhørt Bigodslægten, herunder titlen som Earl Marshal. Hans bedstemor Margaret var i live og fik samtidig ret til at bruge hertugindetitlen.
Mowbrayslægten havde titlen til 1476, hvor John de Mowbray, den 4. hertug, døde uden at efterlade sig mandlige arvinger. Hans eneste arving var den tre år gamle Anne de Mowbray, 8. grevinde af Norfolk. Da hun var fem år gammel, blev hun gift med den fire år gamle Richard af Shrewsbury, 1. hertug af York, som var søn af Edvard IV. De var gift, til hun døde otte år gammel.
I henhold til ægteskabskontrakten arvede Richard Mowbrayslægtens ejendomme og blev udnævnt til hertug af Norfolk. Da Edvard IV døde i 1483, blev hans børn erklæret for uægte, og Richard blev sammen med sin bror indsat i Tower of London af Richard III. Der blev de begge højst sandsynligt myrdet nogen måneder senere.
John Howard, 1. hertug af Norfolk havde støttet Richard III's krav på tronen og blev belønnet med hertugdømmet i 1483. Det var den tredje og sidste oprettelse af titlen.

## Pligter og titler
Foruden at være hertug af Norfolk indtager titelindehaveren også det arvelige embede som Earl Marshal. Det indebærer at organisere specielle begivenheder som den formelle åbning af parlamentet. Med undtagelse af korte perioder, hvor embedet var ubesat, har Howardslægten haft ansvaret for det. Titlen som Earl Marshal er det eneste af to arvelige embeder, som under House of Lords Act 1999 giver sæde i parlamentet uden at skulle vælges af de andre medlemmer af højadelen. Earl Marshal er også leder af College of Arms, der administrerer heraldiske våben i Storbritannien.
De subsidiære titler, som hertugen har, er:
- Jarl af Arundel (1433)
- Jarl af Surrey (1483)
- Jarl af Norfolk (1644)
- Baron Beaumont (1309)
- Baron Maltravers (1330)
- Baron Clun
- Baron Fitzalan (1627)
- Baron Howard af Glossop (1869)

Alle disse titler er optaget i Englands adelskalender med undtagelse af baron Howard af Glossop, som findes i Det Forenede Kongeriges Adelskalender. Hertugens ældste søn og arving bærer ærestitlen jarl af Arundel og Surrey.
Gennem titlen Baron Clun har slægten fået slottet Clun Castle i Shropshire; som nu ligger i ruiner. Ud over det og Arundel Castle har slægten haft residens på Framlingham Castle, Bungay Castle og Carlton Towers.

## Hertuger

### Første oprettelse – 1397
| Titelindehaver                          | Født     | Tildelt | Død  | Andet                                    |
| Thomas de Mowbray, 1. hertug af Norfolk | 1365     | 1397    | 1399 | Inddraget 1399                           |
| Margaret, hertuginde af Norfolk         | Ca. 1320 | 1397    | 1398 | Suo iure hertuginde for livstid fra 1397 |
| John de Mowbray, 2. hertug af Norfolk   | 1392     | 1425    | 1432 | Titlen tilbagegivet 1425                 |
| John de Mowbray, 3. hertug af Norfolk   | 1415     | 1432    | 1461 |                                          |
| John de Mowbray, 4. hertug af Norfolk   | 1444     | 1461    | 1476 |                                          |

### Anden oprettelse – 1481
| Titelindehaver                           | Født | Tildelt | Død   | Andet |
| Richard af Shrewsbury, 1. hertug af York | 1473 | 1481    | 1483? |       |

### Tredje oprettelse – 1483
| Titelindehaver                                                 | Født | Tildelt | Død  | Andet                             |
| John Howard, 1. hertug af Norfolk                              | 1430 | 1483    | 1485 | Inddraget 1485                    |
| Thomas Howard, 2. hertug af Norfolk                            | 1443 | 1514    | 1524 | Titlen tilbagegivet 1514          |
| Thomas Howard, 3. hertug af Norfolk                            | 1473 | 1524    | 1554 | Inddraget 1547, tilbagegivet 1553 |
| Thomas Howard, 4. hertug af Norfolk                            | 1536 | 1554    | 1572 | Inddraget 1572                    |
| Thomas Howard, 5. hertug af Norfolk                            | 1627 | 1660    | 1677 | Tilbagegivet 1660                 |
| Henry Howard, 6. hertug af Norfolk                             | 1628 | 1677    | 1684 |                                   |
| Henry Howard, 7. hertug af Norfolk                             | 1655 | 1684    | 1701 |                                   |
| Thomas Howard, 8. hertug af Norfolk                            | 1683 | 1701    | 1732 |                                   |
| Edward Howard, 9. hertug af Norfolk                            | 1685 | 1732    | 1777 |                                   |
| Charles Howard, 10. hertug af Norfolk                          | 1720 | 1777    | 1786 |                                   |
| Charles Howard, 11. hertug af Norfolk                          | 1746 | 1786    | 1815 |                                   |
| Bernard Edward Fitzalan-Howard, 12. hertug af Norfolk          | 1765 | 1815    | 1842 |                                   |
| Henry Fitzalan-Howard, 13. hertug af Norfolk                   | 1791 | 1842    | 1856 |                                   |
| Henry Fitzalan-Howard, 14. hertug af Norfolk                   | 1815 | 1856    | 1860 |                                   |
| Henry Fitzalan-Howard, 15. hertug af Norfolk                   | 1847 | 1860    | 1917 |                                   |
| Bernard Marmaduke Fitzalan-Howard, 16. hertug af Norfolk       | 1908 | 1917    | 1975 |                                   |
| Miles Francis Stapleton Fitzalan-Howard, 17. hertug af Norfolk | 1915 | 1975    | 2002 |                                   |
| Edward Fitzalan-Howard, 18. hertug af Norfolk                  | 1956 | 2002    | –    |                                   |

Den nuværende arving til titlen er Henry Fitzalan-Howard.